# Inga multijuga
Inga multijuga är en ärtväxtart som beskrevs av George Bentham. Inga multijuga ingår i släktet Inga och familjen ärtväxter.

## Underarter
Arten delas in i följande underarter:
- I. m. aestuariorum
- I. m. mexicana
- I. m. multijuga